# 加尔莱德蒙代巴
加尔莱德蒙代巴（法語：Garlède-Mondebat）是法国比利牛斯-大西洋省的一个市镇，属于波城区（Pau）泰兹县（Thèze）。该市镇总面积8.65平方公里，2009年时的人口为196人。

## 人口
加尔莱德蒙代巴人口变化图示